# Hoplophorella engelbrechti
Hoplophorella engelbrechti är en kvalsterart som först beskrevs av Wojciech Niedbała 2006.  Hoplophorella engelbrechti ingår i släktet Hoplophorella och familjen Phthiracaridae. Inga underarter finns listade i Catalogue of Life.